# Pholetesor ingenuus
Pholetesor ingenuus är en stekelart som först beskrevs av Vladimir Ivanovich Tobias 1964.  Pholetesor ingenuus ingår i släktet Pholetesor och familjen bracksteklar. Inga underarter finns listade i Catalogue of Life.